# Amphimallon vulpecula
Amphimallon vulpecula är en skalbaggsart som beskrevs av Henri de Peyerimhoff 1931. Amphimallon vulpecula ingår i släktet Amphimallon och familjen Melolonthidae. Inga underarter finns listade i Catalogue of Life.